# Saula tibialis
Saula tibialis es una especie de coleóptero de la familia Endomychidae.

## Distribución geográfica
Habita en Borneo.